# Đội tuyển bóng đá U-23 quốc gia Qatar
Đội tuyển bóng đá U-23 quốc gia Qatar (còn gọi là Đội tuyển Olympic Qatar) là đội tuyển dưới 23 tuổi đại diện cho Qatar tại Thế vận hội, Á vận hội, Cúp bóng đá U-23 châu Á, Giải vô địch bóng đá U-23 Hội đồng Hợp tác vùng Vịnh và các giải đấu bóng đá U-23 quốc tế khác. Đội tuyển được quản lý bởi Hiệp hội bóng đá Qatar (QFA).

## Thành tích tại các giải đấu

### Thế vận hội Mùa hè
Kể từ năm 1992, bóng đá tại Thế vận hội Mùa hè dành cho cấp độ U-23.
| Thế vận hội Mùa hè | Thế vận hội Mùa hè       | Thế vận hội Mùa hè       | Thế vận hội Mùa hè       | Thế vận hội Mùa hè       | Thế vận hội Mùa hè       | Thế vận hội Mùa hè       | Thế vận hội Mùa hè       | Thế vận hội Mùa hè       |
| Năm                | Vòng                     | Vị trí                   | ST                       | T                        | H                        | B                        | BT                       | BB                       |
| ------------------ | ------------------------ | ------------------------ | ------------------------ | ------------------------ | ------------------------ | ------------------------ | ------------------------ | ------------------------ |
| 1992               | Tứ kết                   | 8                        | 4                        | 1                        | 1                        | 2                        | 2                        | 5                        |
| 1996               | Không vượt qua vòng loại | Không vượt qua vòng loại | Không vượt qua vòng loại | Không vượt qua vòng loại | Không vượt qua vòng loại | Không vượt qua vòng loại | Không vượt qua vòng loại | Không vượt qua vòng loại |
| 2000               | Không vượt qua vòng loại | Không vượt qua vòng loại | Không vượt qua vòng loại | Không vượt qua vòng loại | Không vượt qua vòng loại | Không vượt qua vòng loại | Không vượt qua vòng loại | Không vượt qua vòng loại |
| 2004               | Không vượt qua vòng loại | Không vượt qua vòng loại | Không vượt qua vòng loại | Không vượt qua vòng loại | Không vượt qua vòng loại | Không vượt qua vòng loại | Không vượt qua vòng loại | Không vượt qua vòng loại |
| 2008               | Không vượt qua vòng loại | Không vượt qua vòng loại | Không vượt qua vòng loại | Không vượt qua vòng loại | Không vượt qua vòng loại | Không vượt qua vòng loại | Không vượt qua vòng loại | Không vượt qua vòng loại |
| 2012               | Không vượt qua vòng loại | Không vượt qua vòng loại | Không vượt qua vòng loại | Không vượt qua vòng loại | Không vượt qua vòng loại | Không vượt qua vòng loại | Không vượt qua vòng loại | Không vượt qua vòng loại |
| 2016               | Không vượt qua vòng loại | Không vượt qua vòng loại | Không vượt qua vòng loại | Không vượt qua vòng loại | Không vượt qua vòng loại | Không vượt qua vòng loại | Không vượt qua vòng loại | Không vượt qua vòng loại |
| 2020               | Không vượt qua vòng loại | Không vượt qua vòng loại | Không vượt qua vòng loại | Không vượt qua vòng loại | Không vượt qua vòng loại | Không vượt qua vòng loại | Không vượt qua vòng loại | Không vượt qua vòng loại |
| 2024               | Không vượt qua vòng loại | Không vượt qua vòng loại | Không vượt qua vòng loại | Không vượt qua vòng loại | Không vượt qua vòng loại | Không vượt qua vòng loại | Không vượt qua vòng loại | Không vượt qua vòng loại |
| 2028               | Chưa xác định            | Chưa xác định            | Chưa xác định            | Chưa xác định            | Chưa xác định            | Chưa xác định            | Chưa xác định            | Chưa xác định            |
| 2032               | Chưa xác định            | Chưa xác định            | Chưa xác định            | Chưa xác định            | Chưa xác định            | Chưa xác định            | Chưa xác định            | Chưa xác định            |
| Tổng số            | Tứ kết                   | 8                        | 4                        | 1                        | 1                        | 2                        | 2                        | 5                        |

### Cúp bóng đá U-23 châu Á
| Cúp bóng đá U-23 châu Á | Cúp bóng đá U-23 châu Á  | Cúp bóng đá U-23 châu Á  | Cúp bóng đá U-23 châu Á  | Cúp bóng đá U-23 châu Á  | Cúp bóng đá U-23 châu Á  | Cúp bóng đá U-23 châu Á  | Cúp bóng đá U-23 châu Á  | Cúp bóng đá U-23 châu Á  |
| Năm                     | Vòng                     | Vị trí                   | ST                       | T                        | H                        | B                        | BT                       | BB                       |
| ----------------------- | ------------------------ | ------------------------ | ------------------------ | ------------------------ | ------------------------ | ------------------------ | ------------------------ | ------------------------ |
| 2013                    | Không vượt qua vòng loại | Không vượt qua vòng loại | Không vượt qua vòng loại | Không vượt qua vòng loại | Không vượt qua vòng loại | Không vượt qua vòng loại | Không vượt qua vòng loại | Không vượt qua vòng loại |
| 2016                    | Hạng tư                  | 4/16                     | 6                        | 4                        | 0                        | 2                        | 13                       | 10                       |
| 2018                    | Hạng ba                  | 3/16                     | 6                        | 5                        | 1                        | 0                        | 10                       | 5                        |
| 2020                    | Vòng bảng                | 11/16                    | 3                        | 0                        | 3                        | 0                        | 3                        | 3                        |
| 2022                    | Vòng bảng                | 13/16                    | 3                        | 0                        | 2                        | 1                        | 3                        | 9                        |
| 2024                    | Tứ kết                   | 6/16                     | 4                        | 2                        | 1                        | 1                        | 6                        | 5                        |
| 2026                    | Chưa xác định            | Chưa xác định            | Chưa xác định            | Chưa xác định            | Chưa xác định            | Chưa xác định            | Chưa xác định            | Chưa xác định            |
| Tổng số                 | Hạng ba                  | 3/16                     | 22                       | 11                       | 7                        | 4                        | 35                       | 32                       |

### Đại hội Thể thao châu Á
Kể từ năm 2002, bóng đá tại Đại hội Thể thao châu Á dành cho cấp độ U-23.
| Đại hội Thể thao châu Á | Đại hội Thể thao châu Á | Đại hội Thể thao châu Á | Đại hội Thể thao châu Á | Đại hội Thể thao châu Á | Đại hội Thể thao châu Á | Đại hội Thể thao châu Á | Đại hội Thể thao châu Á |
| Năm                     | Vòng                    | ST                      | T                       | H                       | B                       | BT                      | BB                      |
| ----------------------- | ----------------------- | ----------------------- | ----------------------- | ----------------------- | ----------------------- | ----------------------- | ----------------------- |
| 2002                    | Vòng bảng               | 3                       | 1                       | 2                       | 0                       | 13                      | 2                       |
| 2006                    | Vô địch                 | 6                       | 5                       | 0                       | 1                       | 13                      | 2                       |
| 2010                    | Vòng 16 đội             | 4                       | 2                       | 1                       | 1                       | 4                       | 2                       |
| 2014                    | Rút lui                 | Rút lui                 | Rút lui                 | Rút lui                 | Rút lui                 | Rút lui                 | Rút lui                 |
| 2018                    | Vòng bảng               | 3                       | 0                       | 1                       | 2                       | 1                       | 8                       |
| 2022                    | Vòng 16 đội             | 3                       | 0                       | 1                       | 2                       | 1                       | 4                       |
| 2026                    | Chưa xác định           | Chưa xác định           | Chưa xác định           | Chưa xác định           | Chưa xác định           | Chưa xác định           | Chưa xác định           |
| 2030                    | Chủ nhà                 | Chủ nhà                 | Chủ nhà                 | Chủ nhà                 | Chủ nhà                 | Chủ nhà                 | Chủ nhà                 |
| 2034                    | Chưa xác định           | Chưa xác định           | Chưa xác định           | Chưa xác định           | Chưa xác định           | Chưa xác định           | Chưa xác định           |
| Tổng số                 | Vô địch                 | 19                      | 8                       | 5                       | 6                       | 32                      | 18                      |

### Giải vô địch bóng đá U-23 Hội đồng Hợp tác vùng Vịnh
| Giải vô địch bóng đá U-23 Hội đồng Hợp tác vùng Vịnh | Giải vô địch bóng đá U-23 Hội đồng Hợp tác vùng Vịnh | Giải vô địch bóng đá U-23 Hội đồng Hợp tác vùng Vịnh | Giải vô địch bóng đá U-23 Hội đồng Hợp tác vùng Vịnh | Giải vô địch bóng đá U-23 Hội đồng Hợp tác vùng Vịnh | Giải vô địch bóng đá U-23 Hội đồng Hợp tác vùng Vịnh | Giải vô địch bóng đá U-23 Hội đồng Hợp tác vùng Vịnh | Giải vô địch bóng đá U-23 Hội đồng Hợp tác vùng Vịnh | Giải vô địch bóng đá U-23 Hội đồng Hợp tác vùng Vịnh |
| Năm                                                  | Vòng                                                 | Vị trí                                               | ST                                                   | T                                                    | H                                                    | B                                                    | BT                                                   | BB                                                   |
| ---------------------------------------------------- | ---------------------------------------------------- | ---------------------------------------------------- | ---------------------------------------------------- | ---------------------------------------------------- | ---------------------------------------------------- | ---------------------------------------------------- | ---------------------------------------------------- | ---------------------------------------------------- |
| 2008                                                 | Vòng 1                                               | Hạng 3                                               | 4                                                    | 1                                                    | 2                                                    | 1                                                    | 8                                                    | 5                                                    |
| 2010                                                 | Bán kết                                              | Hạng 4                                               | 4                                                    | 0                                                    | 2                                                    | 2                                                    | 2                                                    | 6                                                    |
| 2011                                                 | Bán kết                                              | Hạng 4                                               | 4                                                    | 1                                                    | 0                                                    | 3                                                    | 3                                                    | 9                                                    |

## Đội hình hiện tại
Dưới đây là đội hình cho Đại hội Thể thao châu Á 2018.
Huấn luyện viên:  Unai Melgosa
| 1  | TM | Mohamed Saeed Ibrahim   | 17 tháng 1, 1998 (20 tuổi)  | Al-Wakrah      |  |  |
| 21 | TM | Marwan Badreldin        | 17 tháng 4, 1999 (19 tuổi)  | Al-Ahli        |  |  |
| 22 | TM | Mohammed Al-Bakri       | 28 tháng 3, 1997 (21 tuổi)  | Al-Markhiya    |  |  |
|    |    |                         |                             |                |  |  |
| 2  | HV | Tarek Salman            | 5 tháng 12, 1997 (20 tuổi)  | Júpiter Leonés |  |  |
| 3  | HV | Elias Ahmed             | 12 tháng 12, 1997 (20 tuổi) | Al-Gharafa     |  |  |
| 5  | HV | Tameem Al-Muhaza        | 21 tháng 7, 1996 (22 tuổi)  | Al-Gharafa     |  |  |
| 12 | HV | Jassem Mohammed Omar    | 18 tháng 4, 1995 (23 tuổi)  | Al-Ahli        |  |  |
| 18 | HV | Salah Al-Yahri          | 25 tháng 8, 1995 (22 tuổi)  | Al-Khor        |  |  |
|    |    |                         |                             |                |  |  |
| 4  | TV | Omar Al-Amadi           | 5 tháng 4, 1995 (23 tuổi)   | Qatar SC       |  |  |
| 6  | TV | Ahmed Fadhil*           | 7 tháng 4, 1993 (25 tuổi)   | Al-Wakrah      |  |  |
| 7  | TV | Khalid Muneer           | 24 tháng 2, 1998 (20 tuổi)  | Astorga        |  |  |
| 8  | TV | Hatim Kamal             | 9 tháng 5, 1997 (21 tuổi)   | Al Sadd        |  |  |
| 11 | TV | Nasser Ibrahim Al-Nassr | 11 tháng 7, 1995 (23 tuổi)  | Al-Markhiya    |  |  |
| 13 | TV | Meshaal Ibrahim         | 9 tháng 9, 1998 (19 tuổi)   | Al Sadd        |  |  |
| 15 | TV | Adel Bader              | 17 tháng 1, 1997 (21 tuổi)  | Al-Duhail      |  |  |
| 16 | TV | Hazem Shehata           | 2 tháng 2, 1998 (20 tuổi)   | Al-Duhail      |  |  |
| 17 | TV | Abdurahman Mostafa      | 5 tháng 4, 1997 (21 tuổi)   | Al-Duhail      |  |  |
|    |    |                         |                             |                |  |  |
| 9  | TĐ | Meshaal Al-Shammeri     | 19 tháng 1, 1995 (23 tuổi)  | Al Kharaitiyat |  |  |
| 10 | TĐ | Saoud Farhan            | 11 tháng 2, 1995 (23 tuổi)  | CA Bizertin    |  |  |
| 14 | TĐ | Ahmed Al Saadi          | 2 tháng 10, 1995 (22 tuổi)  | Al-Rayyan      |  |  |

* Cầu thủ trên 23 tuổi.

### Đội hình trước
| Thế vận hội - Đội hình Thế vận hội Mùa hè 1992 – Qatar | Giải vô địch bóng đá U-23 châu Á - Giải vô địch bóng đá U-23 châu Á 2016 - Giải vô địch bóng đá U-23 châu Á 2018 |

## Các huấn luyện viên trong lịch sử
| Giai đoạn | Huấn luyện viên    |
| --------- | ------------------ |
| 1998–1999 | Jo Bonfrere        |
| 1999–2000 | José Paulo         |
| 2003      | Alex Dupont        |
| 2007      | Hassan Hormatallah |
| 2011–2012 | Paulo Autuori      |
| 2012–2013 | Alain Perrin       |
| 2013      | Marcel Van Buuren  |
| 2013–2014 | Julio César Moreno |
| 2014–2017 | Fahad Thani        |
| 2017–2020 | Félix Sánchez Bas  |
| 2020–2022 | Nicolás Córdova    |
| 2023–nay  | Ilídio Vale        |